# Гуардерас, Рафаэль
Рафаэль Гуардерас Саравия (исп. Rafael Guarderas Saravia; род. 12 сентября 1993 года, Лима, Перу) — перуанский футболист, полузащитник клуба «Депортиво Мунисипаль».

## Клубная карьера
Гуардерас начал профессиональную карьеру в клубе «Университарио» из своего родного города. 19 февраля 2012 года в матче против «Аякучо» он дебютировал в перуанской Примере. 3 ноября в поединке против «Хуан Аурич» Рафаэль забил свой первый гол за «Университарио». В том же сезоне он стал чемпионом страны. Летом 2015 года Гуардерас на правах аренды перешёл в «Универсидад Сан-Мартин». 29 августа в матче против «Мельгара» он дебютировал за новый клуб. После окончания аренды Рафаэль вернулся в «Университарио».

## Международная карьера
В 2013 году в составе молодёжной сборной Перу Гуардерас участвовал в молодёжном чемпионате Южной Америки в Аргентине. На турнире он сыграл в матчах против команд Венесуэлы, Бразилии, Парагвая, Колумбии, Чили, а также дважды Уругвая и Эквадора.
В 2015 году Рафаэль принял участие в Панамериканских играх в Канаде. На турнире он сыграл в матчах против Панамы и Бразилии.

## Достижения
«Университарио»
- Чемпионат Перу по футболу — 2013